# Statua di papa Pio V Ghislieri

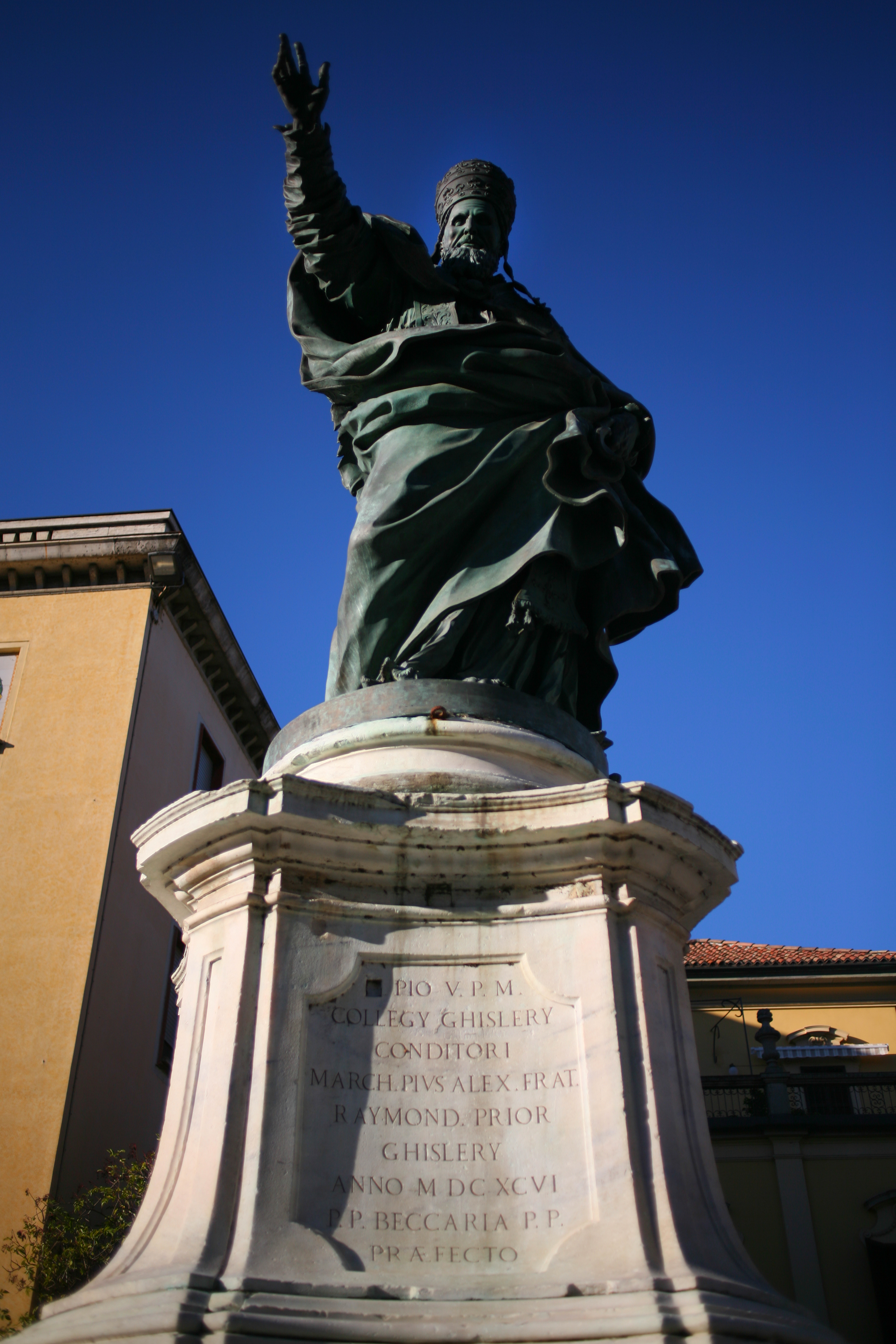
La statua.

La statua di papa Pio V Ghislieri è una monumentale scultura barocca bronzea di Pavia.

## Storia e descrizione
Nel 1688 Alessandro e Raimondo Ghislieri, patroni del collegio Ghislieri, decisero di abbellire la piazza in cui si trova il l’ente con una colossale statua bronzea di papa Pio V, loro antenato e fondatore del collegio. Il prestigio della famiglia committente e il legame di essa con l’ambiente pontificio indirizzarono i due Ghislieri a individuare un maestro di scuola romana: Francesco Nuvolone, originario del Canton Ticino, ma da anni attivo a Roma, dove aveva tratto ampi spunti per la sua cultura artistica dalla tradizione di Gian Lorenzo Bernini e di Alessandro Algardi.
La statua fu fusa nel 1692 da Filippo Ferreri a Roma, da dove, attraverso il Tevere e il mare, giunse prima a Genova e, dopo aver valicato l’Appennino Ligure, giunse infine a Pavia, dove fu collocata si di un alto basamento in marmo bianco nella piazza prospiciente il collegio Ghislieri nel 1695.
Nel 1796, quando Pavia venne occupata dall’esercito francese, pochi giorni prima della rivolta della città, la statua rischiò di essere demolita dai giacobini locali (che già si erano accaniti nei confronti di un altro monumento bronzeo della città: il Regisole), ma grazie all’intervento di Pietro Tamburini, che fece sistemare un berretto frigio posticcio al di sopra della tiara pontificia della statua, venne risparmiata.
Una fervida animazione sostiene e anima la statua, d’impronta classica nella resa fisionomica del ritratto e nella struttura anatomica possente, ma percorsa da un dinamismo nell’atteggiamento avanzante e nel moto a serpentina e da una teatralità nella gestualità magniloquente, di schietto sapore barocco, in sintonia anche con i portati della cultura lombarda contemporanea, in particolare di Filippo Abbiati.